# Dioda krzemowa

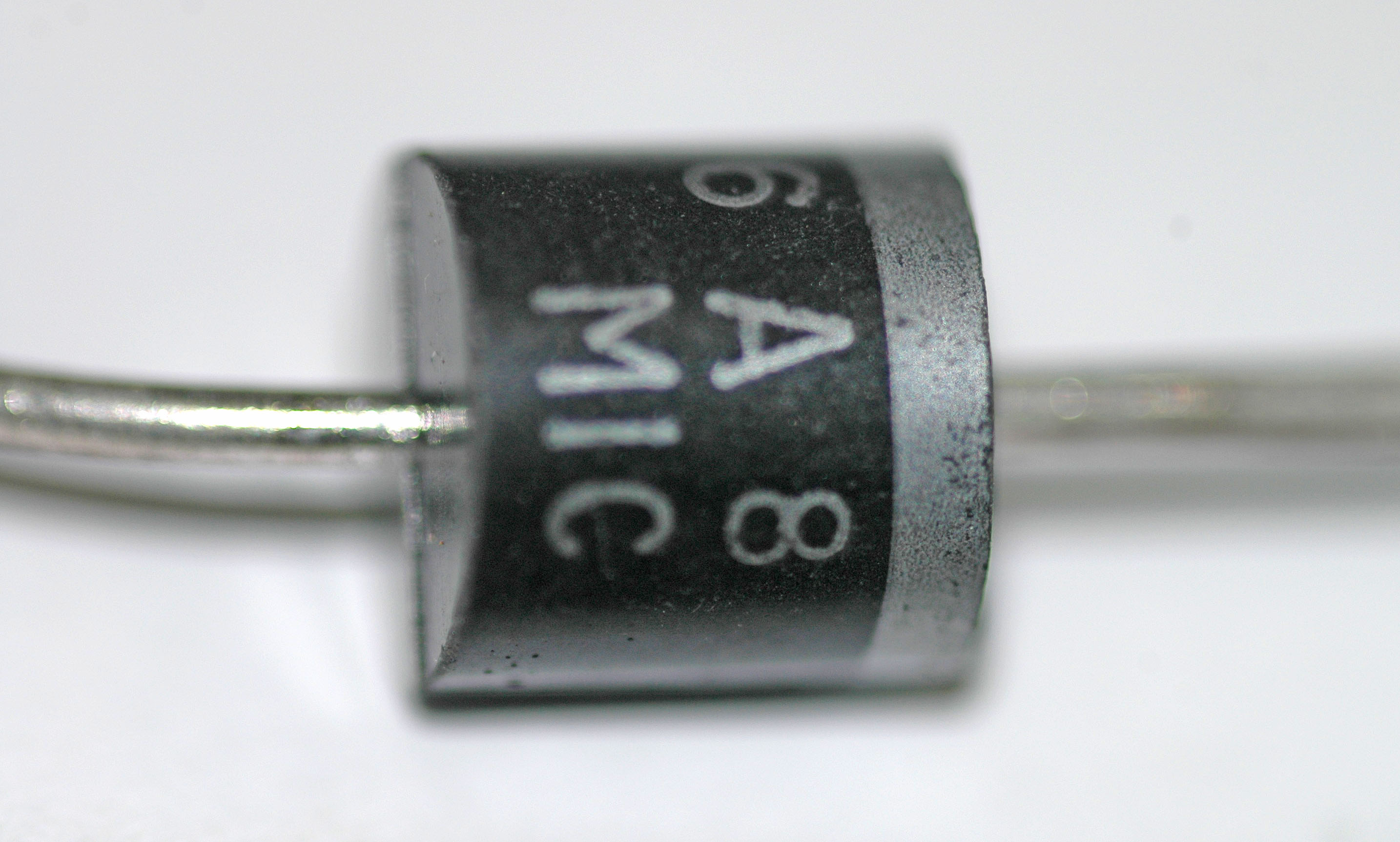
Dioda krzemowa prostownicza 6A 800 V

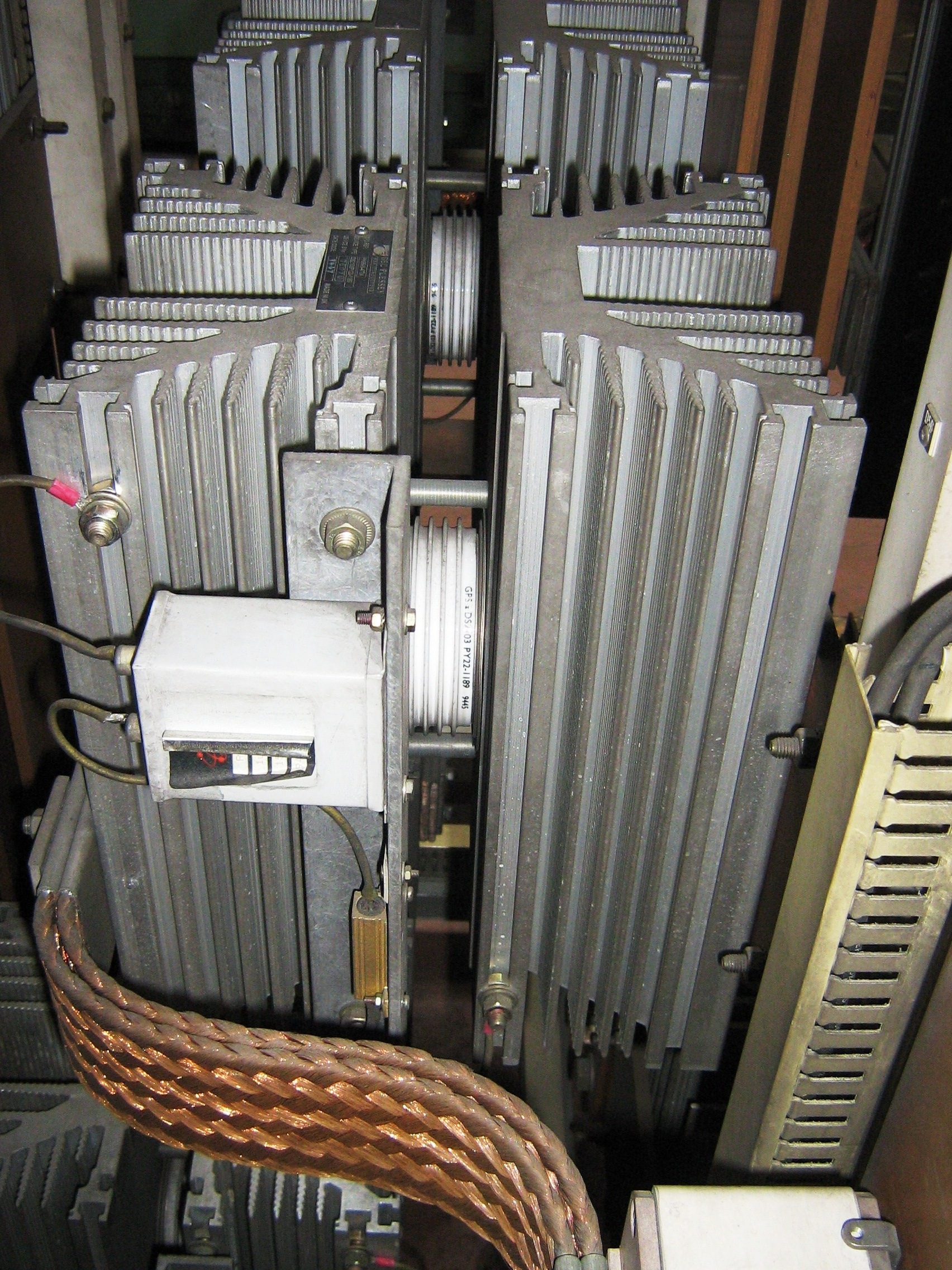
Krzemowe diody mocy z radiatorami

Dioda krzemowa – dioda półprzewodnikowa, której materiałem półprzewodnikowym jest krzem. Produkowanych jest wiele typów i rodzajów diod krzemowych.